# دانالد اوکانر
دانالد دیوید رانالد دیکسون اوکانر (انگلیسی: Donald David Dixon Ronald O’Connor؛ ۲۸ اوت ۱۹۲۵ – ۲۷ سپتامبر ۲۰۰۳) یک خواننده، رقاص و بازیگر اهل ایالات متحده آمریکا بود.

## فیلمشناسی
از فیلم‌ها یا برنامه‌های تلویزیونی که وی در آن نقش داشته‌است می‌توان به آثار زیر اشاره کرد.
- مرگ یک قهرمان (۱۹۳۹)
- بو ژست (۱۹۳۹)
- فرانسیس (۱۹۵۰)
- شیرفروش (۱۹۵۰)
- فرانسیس به مسابقه می‌رود (۱۹۵۱)
- فرانسیس به وست پوینت می‌رود (۱۹۵۲)
- آواز در باران (۱۹۵۲)
- مرا مادام صداکن (۱۹۵۳)
- فرانسیس به هنگ زنان می‌پیوندد (۱۹۵۴)
- فرانسیس در نیروی هوائی (۱۹۵۵)
- سرگذشت باستر کیتون (۱۹۵۷)
- عجایب علاءالدین (۱۹۶۱)
- رگتایم (۱۹۸۱)
- آلیس در سرزمین عجائب (۱۹۸۵ تلویزیونی)
- اسباب بازی‌ها (۱۹۹۲)